# Талия Флора-Каравия
Та̀лия Флора̀-Каравѝя (на гръцки: Θάλεια Φλωρά-Καραβία) е видна гръцка художничка, представителка на Мюнхенската гръцка живописна школа. Тя е една от най-значимите и продуктивни гръцки художници. Нейните произведения все още не са напълно каталогизирани, но нейните маслени творби са повече от 2500, като едновеременно с това тя е автор на голям брой рисунки и акварели.

## Биография
Родена е в 1871 година в югозападно македонското градче Сятища, тогава в Османската империя, в семейството на свещеник. В 1874 година се мести със семейството си в Цариград, където в 1888 година завършва гръцкия пансион за благородни девици „Запас“. Опитва се да постъпи във Факултета по живопис на Атинската школа за изкуства, но не я приемат, защото е жена. В резултат на това Талия учи живопис в Мюнхенската академия при Николаос Гизис и Георгиос Яковидис, а след това в Париж.
В 1898 година Талия се завръшва в Цариград и се заеме професионално с живопис. В 1907 година заминава за Александрия, където живее 30 години. Там се омъжва за Николаос Каравияс, издател на гръцкия вестник „Ефимерис“. В Александрия създава и ръководи школа по живопис, която се радва на значително признание от голямата гръцка колония в града.
По време на Балканските войни, Талия Флора-Каравия следва гръцката армия като кореспондент на вестника на съпруга си и отразява много военни сцени в рисунки с въглен и пастел. По-късно тя описва впечатленията си от тези събития в книгата си „Εντυπώσεις από τον πόλεμο του 1912-1913: Μακεδονία-Ήπειρος“ (Впечатления от войната 1912 – 1913: Македония – Епир). Талия следва гръцката армия и по време на Гръцко-турската война в 1919 – 1922 година.
След избухването на Итало-гръцката война в 1940 година Талия Флора-Каравия отново заминава за фронта и отразява сцените и на тази война. Умира в Атина в 1960 година.

## Творчество
Освен с фронтовите си рисунки, Флора-Каравия става еднакво известна със своите около 500 портрета, сред които са портрети на поета Константинос Кавафис и писателката Александра Пападопулу и други. Флора-Каравия също така е авторка на илюстрации за книги и се занимава с журналистика. Тя е представителка на Мюнхенската гръцка живописна школа, но в картините ѝ има много светлина и цвят, което е характерно за имресионистите. Художнкичката казва в интервю в 1955 година: „Работя импресионистки.“ В последните си работи обаче се откъсва от импресионизма и се обръща се към експресионизма. За нейния принос в живописта е наградена със Сребърен медал на Атинската академия на науките в 1944 година и Кръст на командир (Орден на добродетелта) в 1954 година.
Нейни творби са изложени в Националната галерия на Гърция, Националния исторически музей, Янинската общинска галерия, в галерия в Мецово и други. Значителна част от военните ѝ рисунки се намират в щаба на Трети корпус на Гръцката армия в Солун и в Атинския военен музей.